# Saison 3 de Flashpoint
Chronologie
Saison 2 Saison 4
Cet article présente le guide des épisodes de la troisième saison de la série télévisée Flashpoint.

## Distribution

### Acteurs principaux
- Enrico Colantoni (VF : Guillaume Lebon) : Gregory Parker
- Hugh Dillon (VF : Philippe Vincent) : Ed Lane
- Amy Jo Johnson (VF : Annabelle Roux) : Juliana "Jules" Callaghan
- David Paetkau (VF : Pascal Nowak) : Sam Braddock
- Sergio Di Zio (VF : Alexandre Gillet) : Michelangelo "Spike" Scarlatti
- Michael Cram (VF : Eric Aubrahn) : Kevin "Wordy" Wordsworth

### Acteurs récurrents et invités
- Tattiawna Jones : Winnie Camden
- Janaya Stephens : Sophie Lane
- Jessica Steen (VF : Chantal Baroin) : Donna Sabine (épisode 13)

## Épisodes

### Épisode 1:Un amour inconditionnel
- Canada : 16 juillet 2010 sur CTV
- France : 30 juin 2011 sur Canal+
- Québec : 23 septembre 2012 sur V[1]

- Canada : 1,334 million de téléspectateurs[2] (première diffusion)

### Épisode 2:Un nouveau départ
- Canada : 6 août 2010 sur CTV
- France : 30 juin 2011 sur Canal+
- Québec : 30 septembre 2012 sur V

- Canada : 1,452 million de téléspectateurs[3] (première diffusion)

### Épisode 3:Police contre milice
- Canada : 13 août 2010 sur CTV
- France : 7 juillet 2011 sur Canal+
- Québec : 7 octobre 2012 sur V

- Canada : 1,267 million de téléspectateurs[4] (première diffusion)

### Épisode 4:Quoi qu'il en coûte
- Canada : 20 août 2010 sur CTV
- France : 7 juillet 2011 sur Canal+
- Québec : 14 octobre 2012 sur V

- Canada : 1,558 million de téléspectateurs[5] (première diffusion)

### Épisode 5:Une affaire personnelle
- Canada : 3 septembre 2010 sur CTV
- France : 14 juillet 2011 sur Canal+
- Québec : 28 octobre 2012 sur V

- Canada : 1,508 million de téléspectateurs[6] (première diffusion)

### Épisode 6:L'Enfant fantôme
- Canada : 10 septembre 2010 sur CTV
- France : 21 juillet 2011 sur Canal+
- Québec : 11 novembre 2012 sur V

- Canada : 1,607 million de téléspectateurs[7] (première diffusion)

### Épisode 7:Variable d'ajustement
- Canada : 17 septembre 2010 sur CTV
- France : 28 juillet 2011 sur Canal+
- Québec : 18 novembre 2012 sur V

- Canada : 1,800 million de téléspectateurs[8] (première diffusion)

### Épisode 8:Double peine
- Canada : 4 janvier 2011 sur CTV
- France : 14 juillet 2011 sur Canal+
- Québec : 21 octobre 2012 sur V

- Canada : 1,595 million de téléspectateurs[9] (première diffusion)

### Épisode 9:Désespoir de cause
- Canada : 11 janvier 2011 sur CTV
- France : 21 juillet 2011 sur Canal+
- Québec : 4 novembre 2012 sur V

- Canada : 1,524 million de téléspectateurs[10] (première diffusion)

### Épisode 10:Paranoïa ambiante
- Canada : 18 janvier 2011 sur CTV
- France : 4 août 2011 sur Canal+
- Québec : 2 décembre 2012 sur V

- Canada : 1,396 million de téléspectateurs[11] (première diffusion)

### Épisode 11:Engrenage mortel
- Canada : 25 janvier 2011 sur CTV
- France : 28 juillet 2011 sur Canal+
- Québec : 25 novembre 2012 sur V

- Canada : 1,584 million de téléspectateurs[12] (première diffusion)

### Épisode 12:Ce n'est jamais l'amour qui vous tue
- Canada : 1er février 2011 sur CTV
- France : 4 août 2011 sur Canal+
- Québec : 9 décembre 2012 sur V

- Canada : 1,342 million de téléspectateurs[13] (première diffusion)

### Épisode 13:Lignes de faille
- Canada : 6 février 2011 sur CTV
- France : 11 août 2011 sur Canal+
- Québec : 16 décembre 2012 sur V

- Canada : 1,317 million de téléspectateurs[13] (première diffusion)